# 경북과학기술고등학교
경북과학기술고등학교(慶北科學技術高等學校)는 대한민국 경상북도 김천시 아포읍 국사리에 있는 공립 고등학교이다.

## 학교 연혁
- 1973년 4월 30일 : 아포고등학교 개교
- 1976년 1월 17일 : 아포고등학교 제1회 졸업식
- 1989년 9월 28일 : 아포종합고등학교 교명 변경(보통과, 기계과)
- 1993년 3월 1일 : 아포공업고등학교 교명 변경(기계과 3학급, 전기과 2학급)
- 2008년 3월 1일 : 기업ㆍ공고 맞춤형 인력양성프로그램 도지정 연구학교(3년간)
- 2012년 3월 1일 : 경북과학기술고등학교로 교명변경 인가
- 2015년 3월 1일 : 사이버 인성교육 도 지정 연구학교(1년간)
- 2015년 12월 27일 : 정성관(다목적강당) 신축
- 2016년 3월 1일 : 학과명 변경(컴퓨터응용기계과 3학급, 컴퓨터제어전기과 2학급)
- 2017년 3월 1일 : 교육부 도제학교 지정 및 도 지정 도제 연구학교(2년간)
- 2018년 10월 2일 : 최신식 전기과 실습동 신축(한빛관)
- 2021년 3월 1일 : 최신식 기계과 실습동 신축 완공
- 2021년 6월 7일 : 2022학년도 학과명 변경 승인(컴퓨터응용기계과, 정밀설계기계과, 글로벌용접과, 스마트제어전기과, IoT전자과)
- 2022년 3월 1일 : 고등학교 제22대 황창기 교장 취임
- 2024년 2월 8일 : 고등학교 제49회(30명, 총 6,784명) 졸업

## 설치 학과
- 컴퓨터응용기계과
- 컴퓨터제어전기과
- 정밀설계기계과
- 글로벌용접과
- 스마트제어전기과
- IoT전자과

## 참고 자료
- 경북과학기술고등학교 - 한국교육학술정보원 학교알리미